# Missile antinavire
Pour les articles homonymes, voir missile (homonymie).

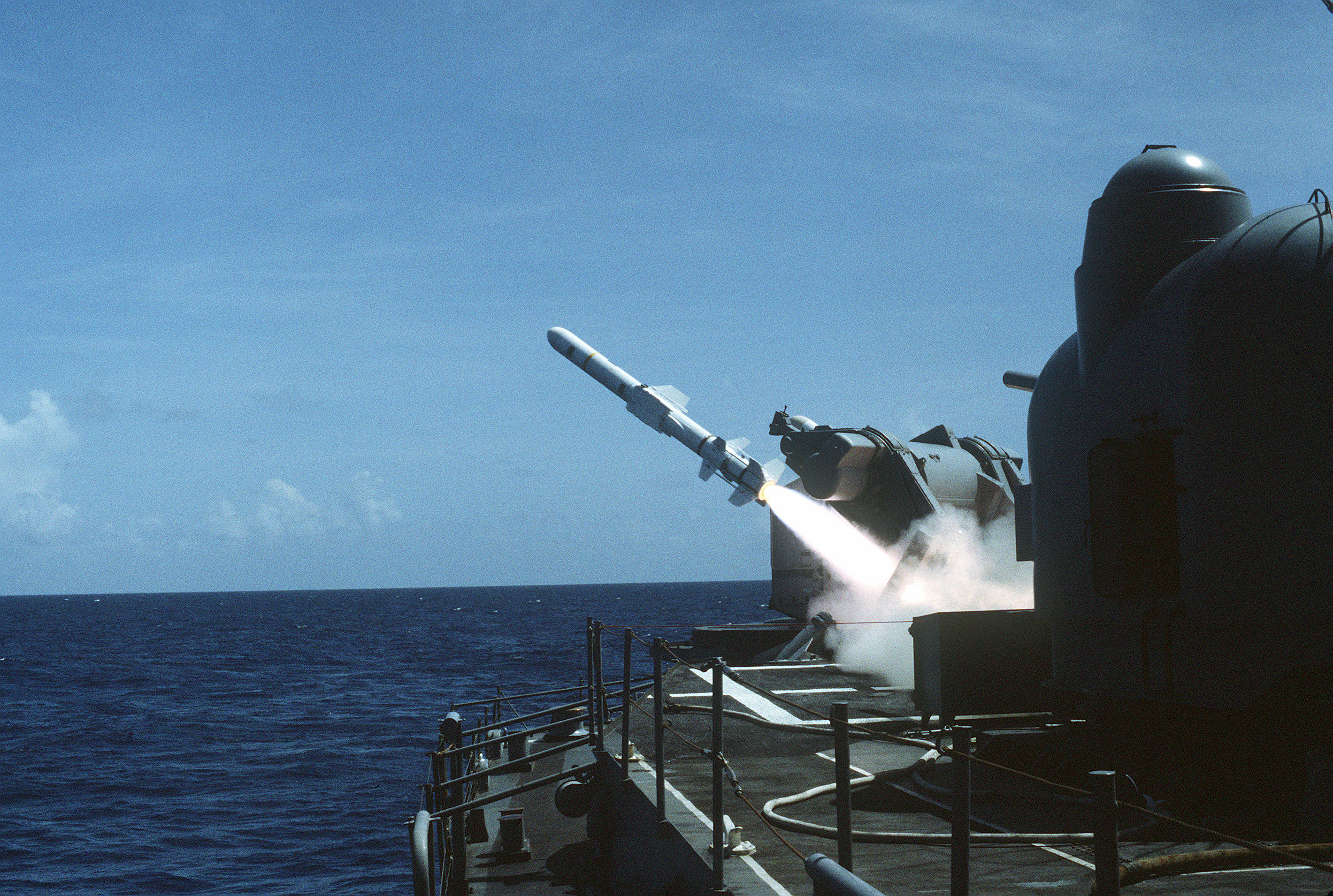
Tir d'un missile antinavire Harpoon depuis un bâtiment américain le 30 août 1983.

Un missile antinavire est un missile destiné à attaquer et détruire un navire.
Cette arme peut être tirée par :
- Un aéronef (avion, hélicoptère ou drone), dans ce cas on parle d'un missile air-mer ;
- Un navire de guerre, dans ce cas on parle d'un missile mer-mer ;
- Une batterie fixe ou mobile basée à terre, dans ce cas on parle d'un missile sol-mer ;
- Un sous-marin, il agit alors d'un missile à changement de milieu.

En général, un même missile antinavire existe en deux ou trois versions, chacune correspondant à un des types indiqués ci-dessus. Par exemple, le missile Exocet français est disponible en versions AM39 (air-mer), MM38 (mer-mer) ou SM39 (lançable depuis un sous-marin en plongée), la version améliorée MM40 pouvant également être tirée depuis une batterie côtière.

## Historique

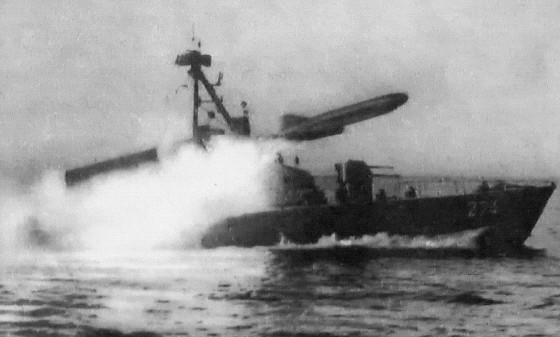
Tir d'un missile SS-N-2 Styx par une vedette de classe Komar.

À la suite des travaux allemands durant la Seconde Guerre mondiale, les premiers missiles antinavires tirés depuis des aéronefs furent opérationnels dès 1943. Le premier navire coulé le fut en août, avec la destruction de la frégate HMS Egret par un Henschel Hs 293 A. Ces engins étaient filoguidés.
La première attaque de missiles antinavires autoguidés a eu lieu le 21 octobre 1967 vers 17 h 30 lorsque deux missiles P-15 Termit (code OTAN : SS-N-2 Styx) tirés par une vedette lance-missiles de classe Komar de la marine égyptienne opérant depuis le port de Port-Saïd touchèrent le destroyer Eilat de la marine israélienne à 14,5 milles marins de distance. Une autre salve de deux missiles tirée par une seconde vedette acheva le destroyer une heure et quart après le premier tir.
Le système de guidage optique fut mis au point par le physicien Georges Penciolelli.

## Description
Il s'agit de missiles relativement gros, allant de 350 kg pour le Penguin norvégien à 4 500 kg pour le SS-N-3 soviétique. Ils possèdent généralement un système de guidage inertiel, relayé par un radar en fin de course. Par ailleurs, un radar altimétrique permet au missile de voler à quelques mètres seulement de la surface de l'eau afin d'être détecté le plus tard possible par le navire cible.
Les missiles antinavires possèdent une puissante charge explosive brisante (150 kg pour l'Exocet à une tonne pour certains missiles de conception soviétique), ce qui permet de mettre n'importe quel bâtiment hors de combat.
Leurs portées varient énormément selon les modèles, de 40 km à plus de 200 km. Les développements récents montrent deux tendances :
- les missiles de conception occidentale, subsoniques, attestent d'une recherche de la polyvalence de frappe par l'adoption de systèmes de guidage complexes (combinant GPS, radars ou guidage infrarouge). L'ensemble permet aussi bien de diversifier les cibles (bâtiments en mer, à quai ou installations terrestres) que de disposer, pour certains, d'une capacité à roder et à réattaquer ;
- les missiles de conception sino-russe sont supersoniques, voire hypersoniques permettant de combiner vitesse et nombre afin de percer les défenses adverses[1].

La république populaire de Chine développe entre autres un missile balistique antinavire, il s'agit d'une version du DF-21, d'une portée maximale de 3 000 km.

## Missiles antinavires

### Allemagne
- Henschel Hs 293 A

### Allemagne/France
- AS.34 Kormoran

### Australie
- Ikara (arme anti-sous-marine)

### Chine
- C-101
- C-201
- C-301 (et ses dérivés C-302 et C-303)
- C-601 (et son évolution C-611)
- C-602
- C-701 (et son dérivé C-703)
- C-704 (et son dérivé C-705)
- C-801
- C-802
- C-803
- CJ-1 (anti-navire et anti-sous-marins)
- CY-1 et ses dérivés CY-2, CY-3, CY-4 et CY-5 (arme anti-sous-marine)
- FL-7
- FL-8
- FL-9
- FL-10
- SY-1A
- SY-2
- TL-1
- TL-2
- TL-6
- TL-10
- YJ-9
- YJ-12 : dans sa version de base
- YJ-91 : dans l'une des deux versions disponibles de ce missile.
- YJ-100

### 

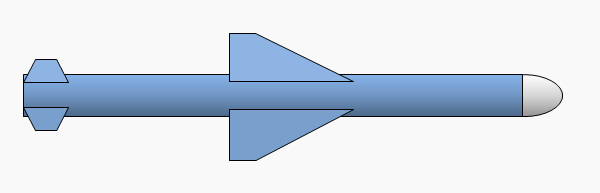
missile anti-navire Nasr-1 iranien

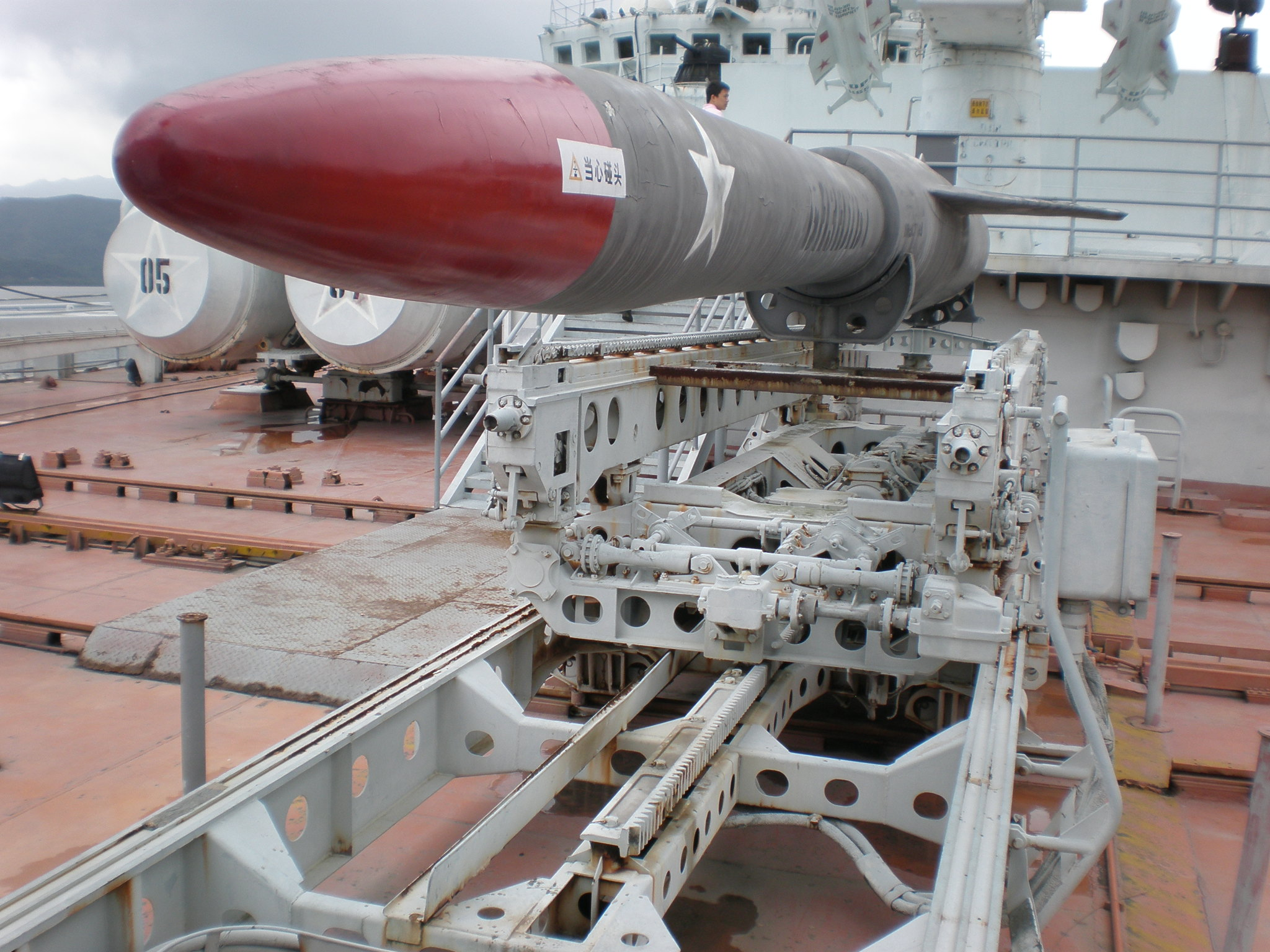
Missile antinavire Bazalt

### Corée du Sud
- Haeseong[Note 1]

### États-Unis
- Harpoon
- RUR-5 ASROC

### France
- Anti-navire léger
- AS.15 TT
- Exocet
- MM.15
- SS.12/AS.12 (hors service)
- Malafon (hors service)
- Malaface (étude)
- BHT-38

### Iran
- Kowsar
- Nasr-1
- Noor
- Qader

### Italie/France
- Otomat et Milas

### Israël
- Gabriel

### Japon
- SSM-1 (en)[Note 1]

### Norvège
- Naval Strike Missile

### Royaume-Uni
- AS-37 Martel TV/AJ 168
- FASGW(H) (désignation britannique de l'ANL)
- Sea Eagle
- Sea Skua

### Russie/Union soviétique
- K-10S
- Kh-15A
- Kh-22
- Kh-31A
- Kh-35 Ouran
- Kh-59MK
- KSR-5
- P-15 Termit
- P-70 Ametist
- P-80 Zubr
- P-120 Malakhit
- P-270 Moskit
- P-500 Bazalt
- P-700 Granit
- P-800 Oniks
- Kalibr 3M-54
- Complexe anti-navire Metel
- RPK-2 Viyuga
- RPK-6 Vodopad
- RPK-7 Veter

### Suède
- RBS-15

### Suède/France
- Robot 08/M 20

### Taïwan
- Hsiung Feng I
- Hsiung Feng II
- Hsiung Feng III

### Turquie
- Atmaca (missile avec portée de 200 km, très précis avec une visée radar )[2]

### Ukraine
- Neptune